# Koniuszki Siemianowskie (gmina)
Koniuszki Siemianowskie – dawna gmina wiejska w powiecie rudeckim województwa lwowskiego II Rzeczypospolitej. Siedzibą gminy były Koniuszki Siemianowskie.

## Historia
Gminę utworzono 1 sierpnia 1934 r. w ramach reformy na podstawie ustawy scaleniowej z dotychczasowych gmin wiejskich: Chłopczyce, Czernichów, Dołobów, Koniuszki Siemianowskie, Michalewice, Nowosiółki Gościnne, Wistowice i Zagórze.
Przed 1939 wójtem gminy był Maciej Bundzylak.
Zniesiona wraz z atakiem ZSRR na Polskę w 1939 roku. Pod okupacją niemiecką (1941–1944) gminy nie reaktywowano, a jej obszar wszedł w skład gminy Kupnowice Nowe (Czernichów, Koniuszki Siemianowskie i Zagórze) oraz nowo utworzonej gminy Rudki (Chłopczyce, Dołobów, Michalewice, Nowosiółki Gościnne i Wistowice).
Po II wojnie światowej obszar gminy został odłączony od Polski i włączony do Ukraińskiej SRR.